# Ougney-Douvot
Ougney-Douvot is een gemeente in het Franse departement Doubs (regio Bourgogne-Franche-Comté) en telt 169 inwoners (2005). De plaats maakt deel uit van het arrondissement Besançon.

## Geografie
De oppervlakte van Ougney-Douvot bedraagt 6,6 km², de bevolkingsdichtheid is 25,6 inwoners per km².
De onderstaande kaart toont de ligging van Ougney-Douvot met de belangrijkste infrastructuur en aangrenzende gemeenten.

## Demografie
Onderstaande figuur toont het verloop van het inwonertal (bron: INSEE-tellingen).